# المعاهدة اليابانية الكورية (1910)

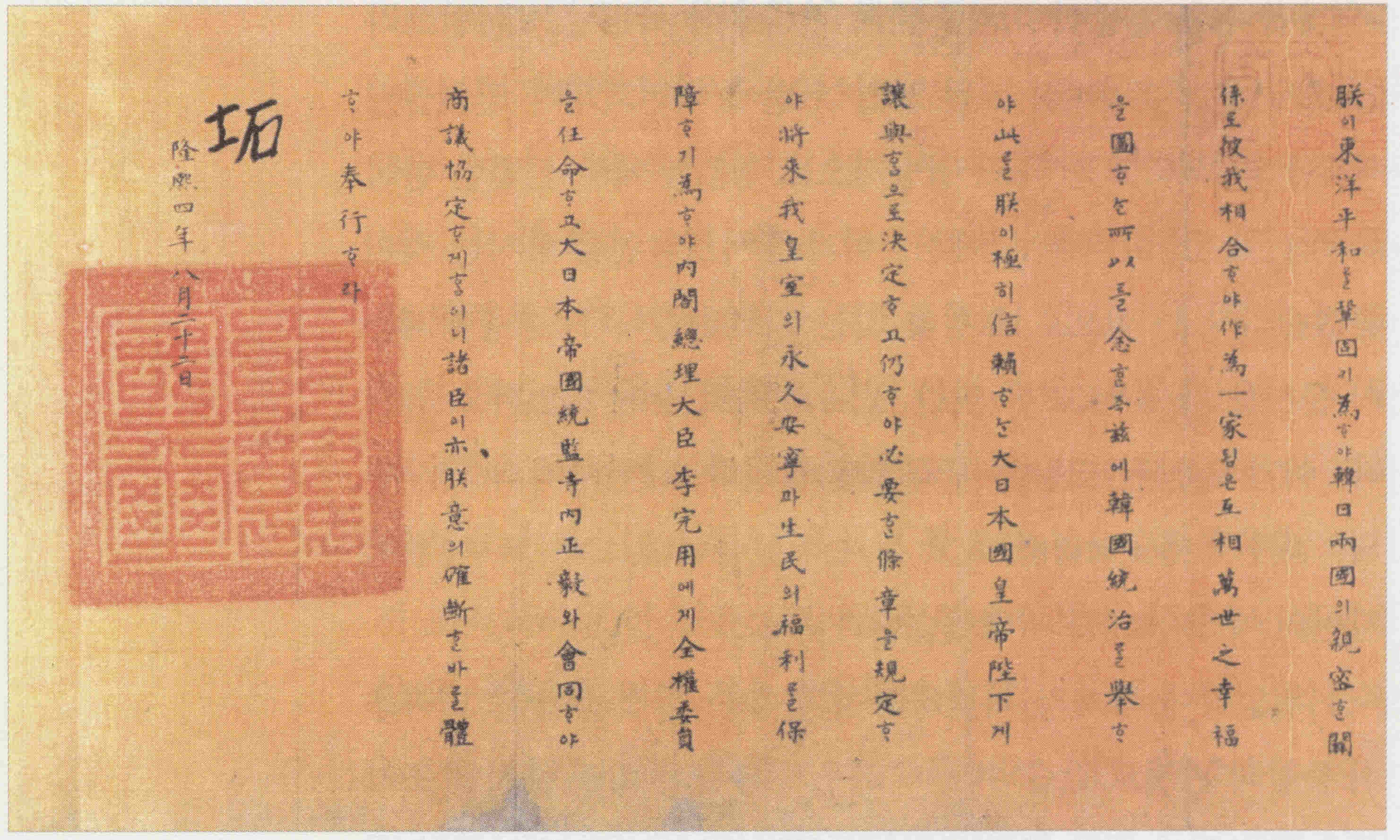
المعاهدة اليابانية الكورية لعام 1910

المعاهدة اليابانية الكورية لعام 1910 أو معاهدة الضم اليابانية الكورية (باليابانية:日韓併合条約) هي معاهدة وقعت في 22 أغسطس 1910 بين الإمبراطورية اليابانية والإمبراطورية الكورية والتي يتنازل بمقتضاها الإمبراطور الكوري لنظيره الياباني بشكل دائم ومطلق عن جميع سلطاته في الأراضي الكورية.

## وصلات خارجية
- Japan Korea Annexation Treaty of 1910 from Wikisource
- "The annexation of Korea" (editorial) Japan Times, August 29, 2010
- "Historic declaration by Japanese and Korean intellectuals is a step towards reconciliation" Asia News, May 20, 2010